# Pane e tulipani
Pane e tulipani (Brood en tulpen) is een Italiaanse film uit 2000 geregisseerd door Silvio Soldini. De hoofdrollen worden vertolkt door Licia Maglietta en Bruno Ganz.

## Verhaal
De huisvrouw Rosalba Barletta (Licia Maglietta) gaat samen met haar man en twee zonen op vakantie naar Paestum. Maar aan een tankstation rijdt de bus verder zonder Rosalba. Ze kiest dan om terug naar huis te gaan en lift terug naar Pescara. Ze maakt gebruik van de gelegenheid om onderweg in Venetië toch te genieten van een kleine vakantie. Ze logeert bij de IJslandse ober Fernando (Bruno Ganz) en maakt kennis met zijn buurvrouw Grazia. Ondertussen heeft haar man een detective gestuurd om haar terug te brengen. Maar haar man bedriegt haar en thuis is de situatie ook niet gemakkelijk. Zal Rosalba terugkeren naar haar familie of van het simpele leven genieten in Venetië?

## Rolverdeling
| Acteur               | Personage              |
| -------------------- | ---------------------- |
| Licia Maglietta      | Rosalba Barletta       |
| Bruno Ganz           | Fernando Girasoli      |
| Giuseppe Battiston   | Costantino Caponangeli |
| Antonio Catania      | Mimmo Barletta         |
| Marina Massironi     | Grazia                 |
| Felice Andreasi      | Fermo                  |
| Vitalba Andrea       | Ketty                  |
| Tatiana Lepore       | Adele                  |
| Daniela Piperno      | Vrouw in de auto       |
| Tiziano Cucchiarelli | Nic                    |

## Prijzen
- 2000 - David di Donatello
  - Beste film
  - Beste regisseur: Silvio Soldini
  - Beste actrice: Licia Maglietta
  - Beste acteur: Bruno Ganz
  - Beste vrouwelijke bijrol: Marina Masironi
  - Beste mannelijke bijrol: Giuseppe Battiston
  - Beste script: Doriana Leondeff
  - Beste cinematograaf: Luca Bigazzi
  - Beste geluid: Maurizio Argentieri
- 2000 - Silver Ribbon
  - Beste regisseur: Silvio Soldini
  - Beste actrice: Licia Maglietta
  - Beste vrouwelijke bijrol: Marina Massironi
  - Beste mannelijke bijrol: Felice Andreasi
  - Beste script: Doriana Leondeff
- 2001 - Guild Film Award
  - Beste buitenlandse film
- 2001 - Golden Arena
  - Beste Europese acteur: Bruno Ganz
  - Beste Europees script: Doriana Leondeff
- 2001 - Swiss Film Prize
  - Beste acteur: Bruno Ganz
- 2001 - Film Discovery Jury Award
  - Beste script: Doriana Leondeff

## Trivia
- Licia Maglietta speelt echt de accordeon.